# Johan Albert van Solms

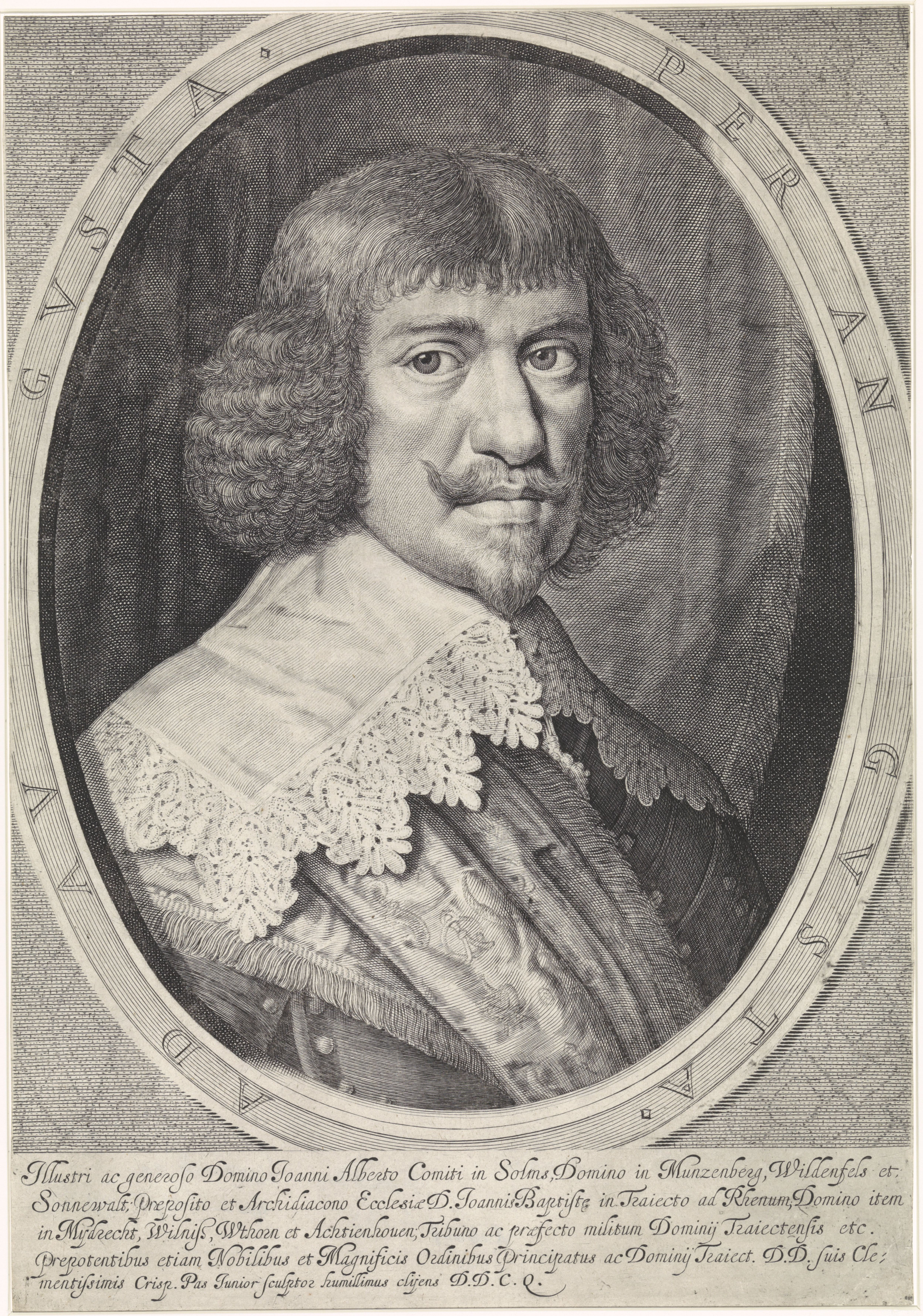
Johan Albert van Solms, 1632

Johan Albert van Solms (2 juni 1599 - 6 oktober 1648, Maastricht) was kolonel in het Staatse leger van de Republiek der Zeven Verenigde Nederlanden en later ook generaal der artillerie. Daarnaast was hij gouverneur van Utrecht en vanaf 5 november 1641 werd hij de nieuwe gouverneur van Maastricht. Hij was de broer van Amalia van Solms, de vrouw van stadhouder Frederik Hendrik van Oranje. Zijn ouders waren Johan Albrecht I van Solms-Braunfels en Agnes Elisabeth van Sayn-Wittgenstein. Hij was betrokken bij het beleg van 's-Hertogenbosch in 1629. Johan Albert was getrouwd met Anna-Elisabeth van Falkenstein en samen hadden zij twee kinderen.
- Biografisch Portaal: 78611861
- Digitale Bibliotheek voor de Nederlandse Letteren: solm003
- Gemeinsame Normdatei: 123058996
- Virtual International Authority File: 69826033
- WorldCat: E39PCjHqfprqcfqMRtwC77vDmb